# Саланта
Саланта (лит. Salanta, пол. Sałanta) — річка в Литві, у Тельшяйському й Клайпедському повітах. Права притока Мінії (басейн Балтійського моря).

## Опис
Довжина річки приблизно 46,2 км. Найкоротша відстань між витоком і гирлом — 19,94 км. Коефіцієнт звивистості річки — 2,73.

## Розташування
Бере початок на південно-західній околиці міста Плателяй біля озера Плателяй. Спочатку тече переважно на північний захід через Гінталішке. У місці впадіння правої притоки Натянки річка різко повертає на південний захід. Далі тече через місто Салантай і біля Кулупенай впадає в річку Мінію, праву притоку Німану.
Притоки: Натянка, Орлянка (праві); Дубівка, Блінджава (ліві).
Річку перетинає залізниця Клайпеда — Радвилишкис. На правому березі річки розташована станція Кулупинай.